# Coruripe (ort)
Coruripe är en ort i Brasilien.   Den ligger i kommunen Coruripe och delstaten Alagoas, i den östra delen av landet, 1 400 km öster om huvudstaden Brasília. Coruripe ligger 19 meter över havet och antalet invånare är 31 427.
Terrängen runt Coruripe är platt. En vik av havet är nära Coruripe åt sydost. Det finns inga andra samhällen i närheten.
Trakten runt Coruripe består till största delen av jordbruksmark. Runt Coruripe är det ganska tätbefolkat, med 72 invånare per kvadratkilometer.